# Larkhall
Larkhall är en ort i Storbritannien.   Den ligger i kommunen South Lanarkshire och riksdelen Skottland, i den centrala delen av landet, 500 km nordväst om huvudstaden London. Larkhall ligger 117 meter över havet och antalet invånare är 15 410.
Terrängen runt Larkhall är huvudsakligen platt, men österut är den kuperad. Runt Larkhall är det ganska tätbefolkat, med 124 invånare per kvadratkilometer. Närmaste större samhälle är Hamilton, 5,6 km nordväst om Larkhall. Trakten runt Larkhall består i huvudsak av gräsmarker.